# Pentedattilo (Kalabrien)
Pentedattilo (italienisch noch Pentidattilo, kalabrisches Griechisch Pentadàktilo) ist eine Fraktion der italienischen Gemeinde Melito di Porto Salvo in der Provinz Reggio Calabria, in Kalabrien. Die alte und einst verlassene Siedlung war bis 1811 eine selbstständige Gemeinde.

## Etymologie
Der Ort verdankt seinen Namen (altgriechisch pénte dáktyloi, zu Deutsch fünf Finger) dem Monte Calvario (italienisch für Kalvarienberg), der einer riesigen Hand mit fünf Fingern ähnelt und unter dessen Gipfel Pentedattilo errichtet wurde.

## Geographie
Pentedattilo liegt etwa 19 km südöstlich von Reggio Calabria auf 250 m s.l.m. am südwestlichen Rand des Aspromonte. Von dort ist das Ionische Meer, die Insel Sizilien mit dem nahe ihrer Ostküste gelegene Vulkan Ätna zu sehen.

## Historie
Am Anfang war Pentedattilo eine Kolonie von Chalkis, während der griechischen Kolonisation des südlichen Italien (Magna Graecia) und in der Zeit der Römischen Republik ein wichtiges politisches, wirtschaftliches, militärisches und religiöses Zentrum.

### Verfall
Im Jahr 1783 wurde Pentedattilo durch ein Erdbeben schwer beschädigt, was die Abwanderung eines Großteils der Bevölkerung in den nahe gelegenen Küstenort Melito di Porto Salvo auslöste. Im Laufe der Zeit kehrte jedoch viele nach Pentedattilo zurück und machte ihren Heimatort wieder bewohnbar. Wegen drohender Erdrutsche wurde der alte Ort jedoch in den 1960er Jahren vollständig evakuiert und die Bewohner in das etwa 600 Meter Luftlinie südwestlich der alten Ortschaft gelegene und neugegründete Pentedattilo Nuova umgesiedelt. In den folgenden Jahren wurde das verlassene Pentedattilo gelegentlich noch von den ehemaligen Bewohnern als Sommersitz genutzt. Da im Zentrum von Pentedattilo Nuova keine neue Kirche gebaut wurde und obwohl nur wenige Meter nördlich der neuen Siedlung an der Straße zum verlassenen Pentadattilo sich die kleinere Kirche Santa Maria della Candelora di Pentidattilo befindet, haben die Bewohner auch nach ihrer Umsiedlung trotzdem ihre Kirche San Pietro Apostolo di Pentedattilo im alten Ort weiterhin genutzt und instand gehalten. 

### Wiederbelebung
Freiwillige aus ganz Europa haben das alte Pentedattilo in den 1980er Jahren nach und nach in Teilen restauriert und zumindest zeitweise besiedelt. 1983 zog die frühere Briefträgerin Rossella Aquilanti ganzjährig und dauerhaft in den einst verlassenen Ort und fand 2018 in dem Migranten aus Mali Maka Tounkara einen weiteren ganzjährigen Mitbewohner. Außer den beiden lebt dort nur in den Sommermonaten noch eine Frau, die Kunsthandwerk an Besucher verkauft, 2024 also insgesamt neben einigen Nutztieren „zehn Katzen, ein Hund und drei Menschen“. Auch elektrischer Strom und Wasser sind im alten Pentedattilo wieder verfügbar.

### Neue kulturelle Veranstaltungen
Seit 1997 findet während des Sommers auch in Pentadettilo das Wanderfestival Paleariza statt, welches als ein ethno-kulturell-musikalisches Festival die Tradition des Griechisch-kalabrischen Dialekts (auch als griechisch-bovesianischer Dialekt sowie Griko bezeichnet, einer besonderen, in der Region noch gesprochenen Sprache) und die ursprüngliche Volksmusik fördern will. Dabei werden 14 historische Städte und Dörfer in Griechisch-Kalabrien berührt und mit Veranstaltungen wie Griechisch-Kurse, Theateraufführungen, Musikveranstaltungen, Workshops, Ausstellungen und Wanderrouten versucht, das Bewusstsein für die Gebiete im Landesinneren zu schärfen.
Ab dem Jahr 2006 findet in Pentedattilo ebenfalls in den Sommermonaten jährlich ein Filmfestival für Kurzfilme statt.

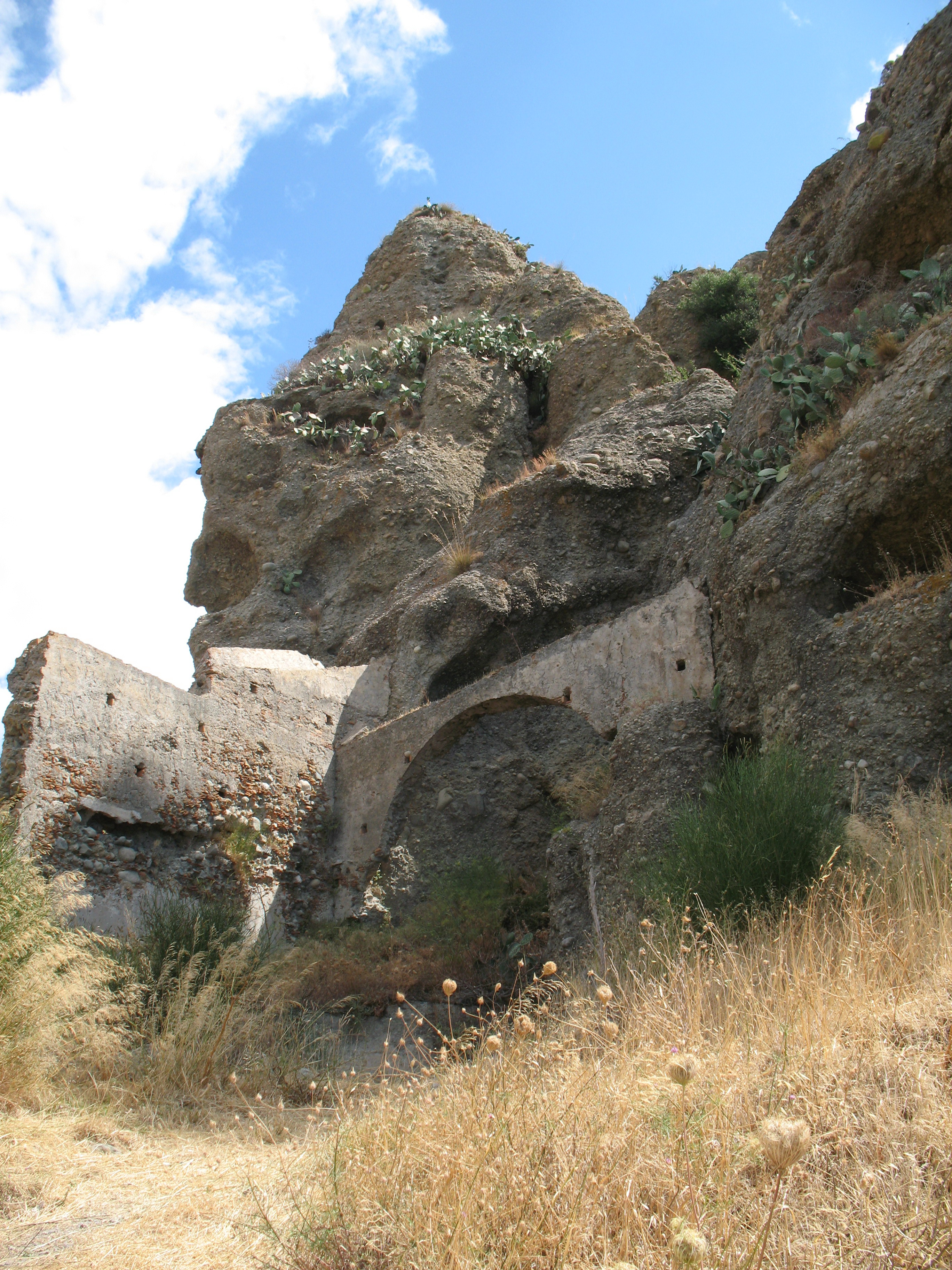
Reste der Burg Pentedattilo
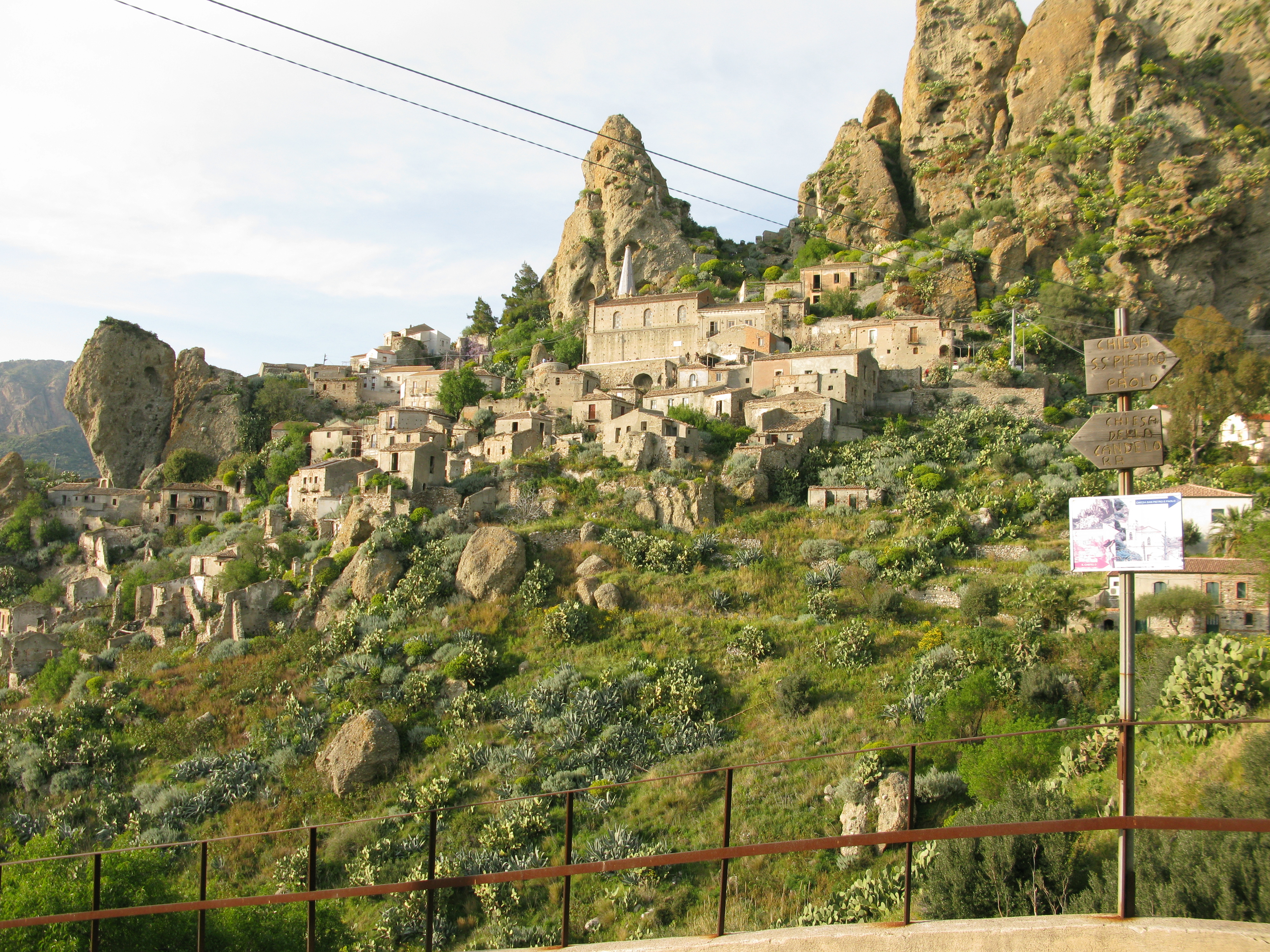
Alter Ortskern mit erkennbarer Stromversorgung
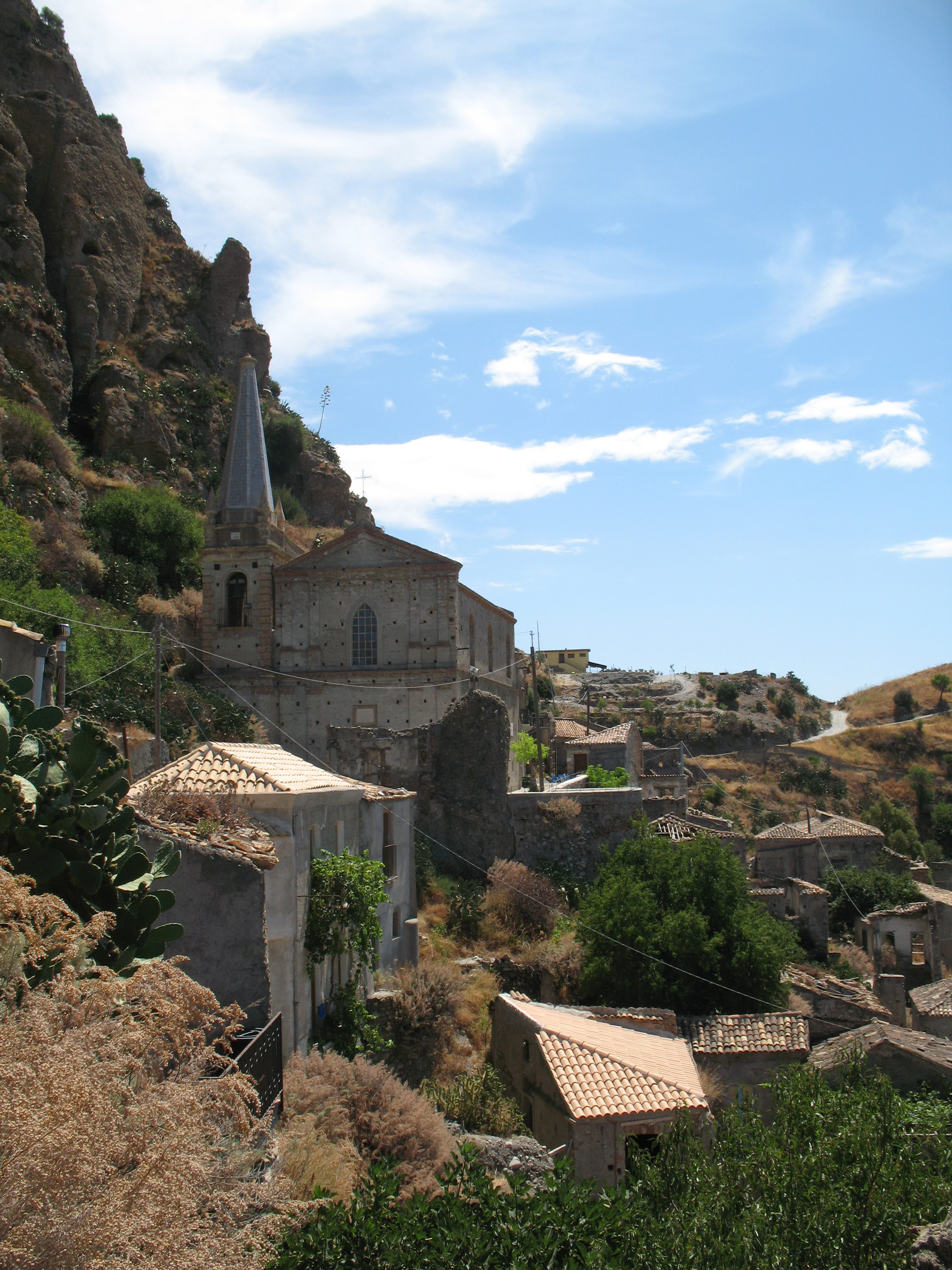
Blick zur Kirche San Pietro Apostolo di Pentedattilo; erkennbar auch Stromleitungen
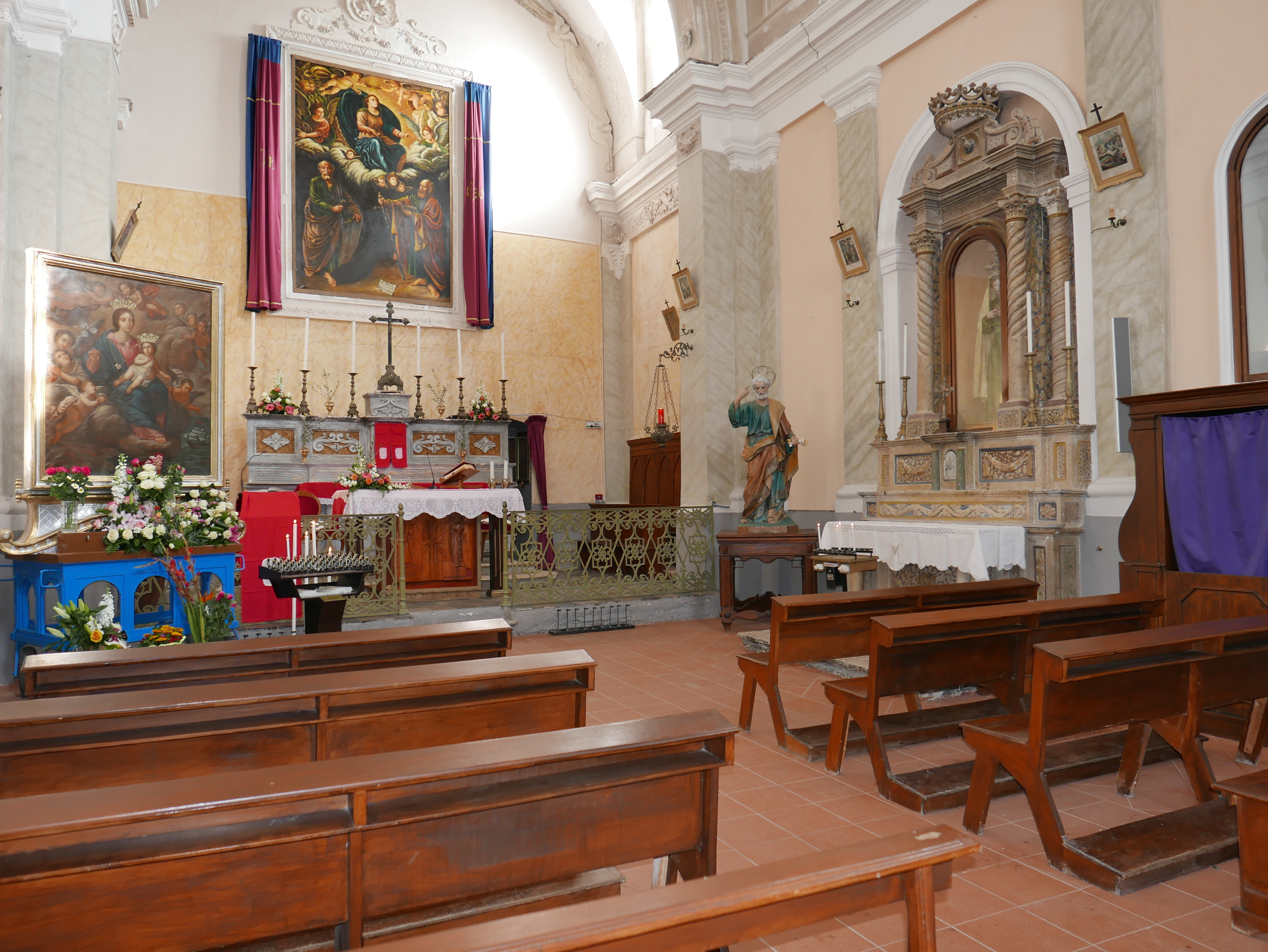
San Pietro Apostolo (Pentedattilo) - Kircheninneres 2016
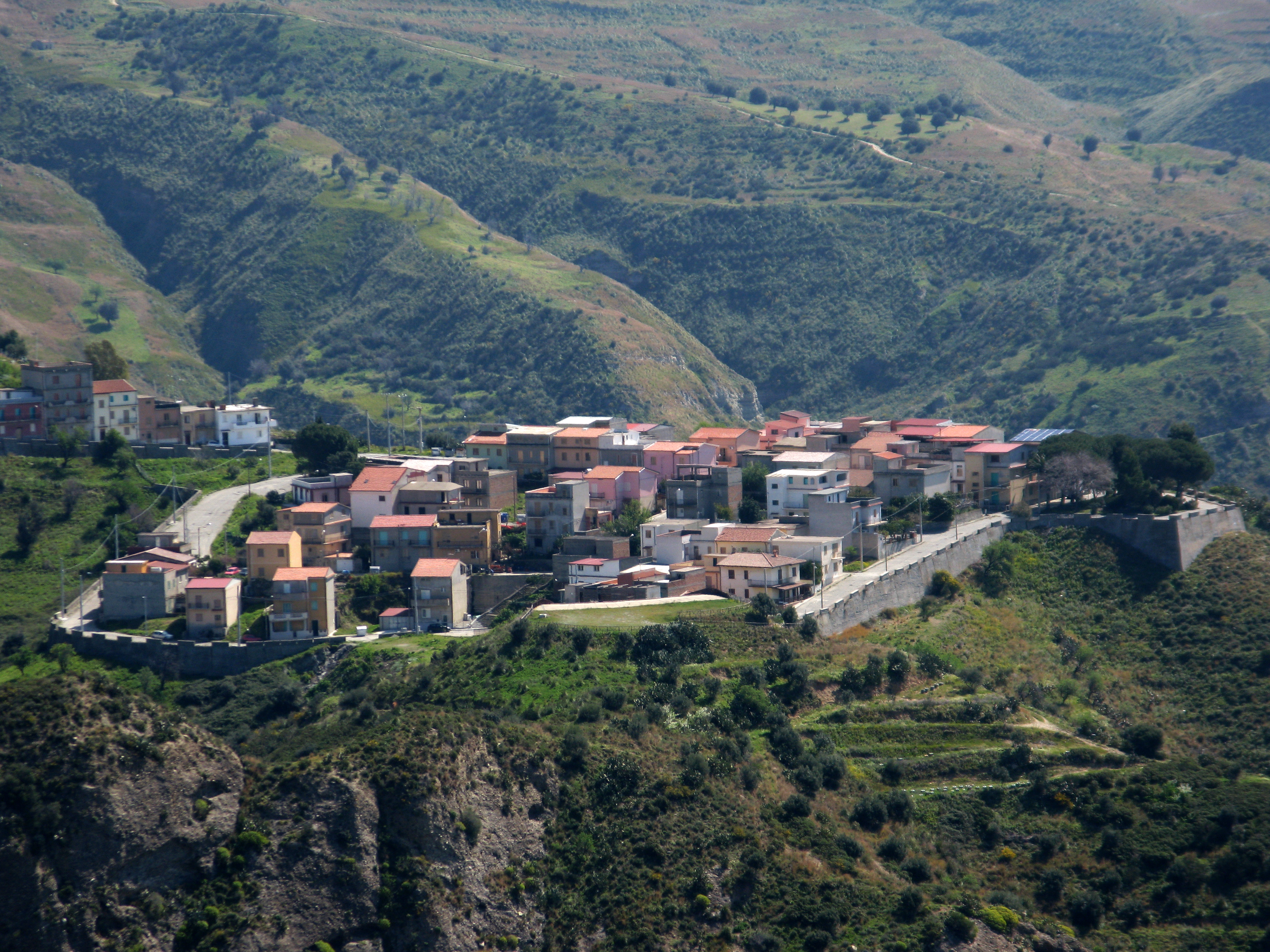
Pentedattilo Nuova / Neu Pentedattilo
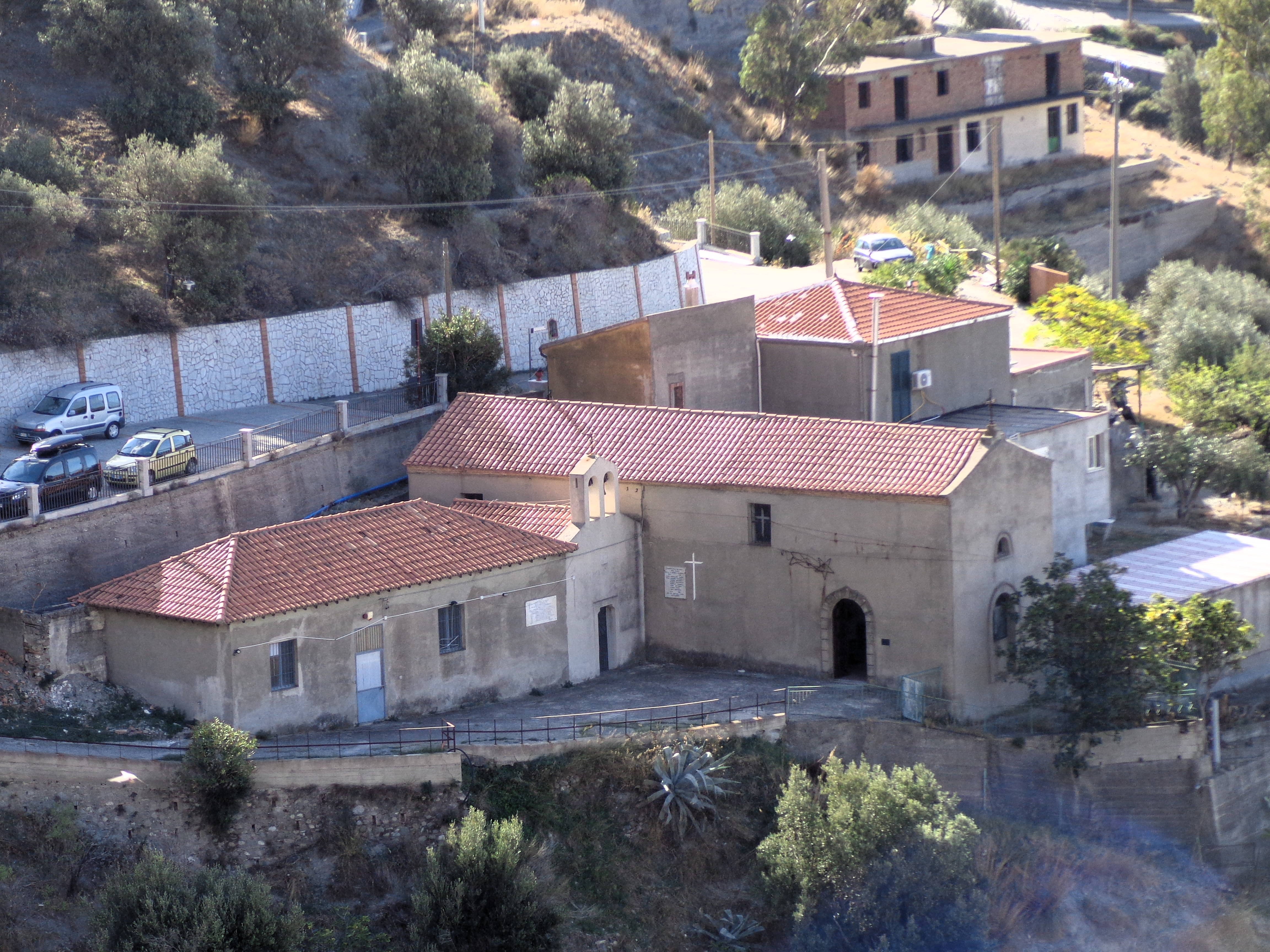
Die Kirche Santa Maria della Candelora di Pentidattilo, an der Straße zwischen Pentedattilo Nuova und dem alten Pentedattilo gelegen
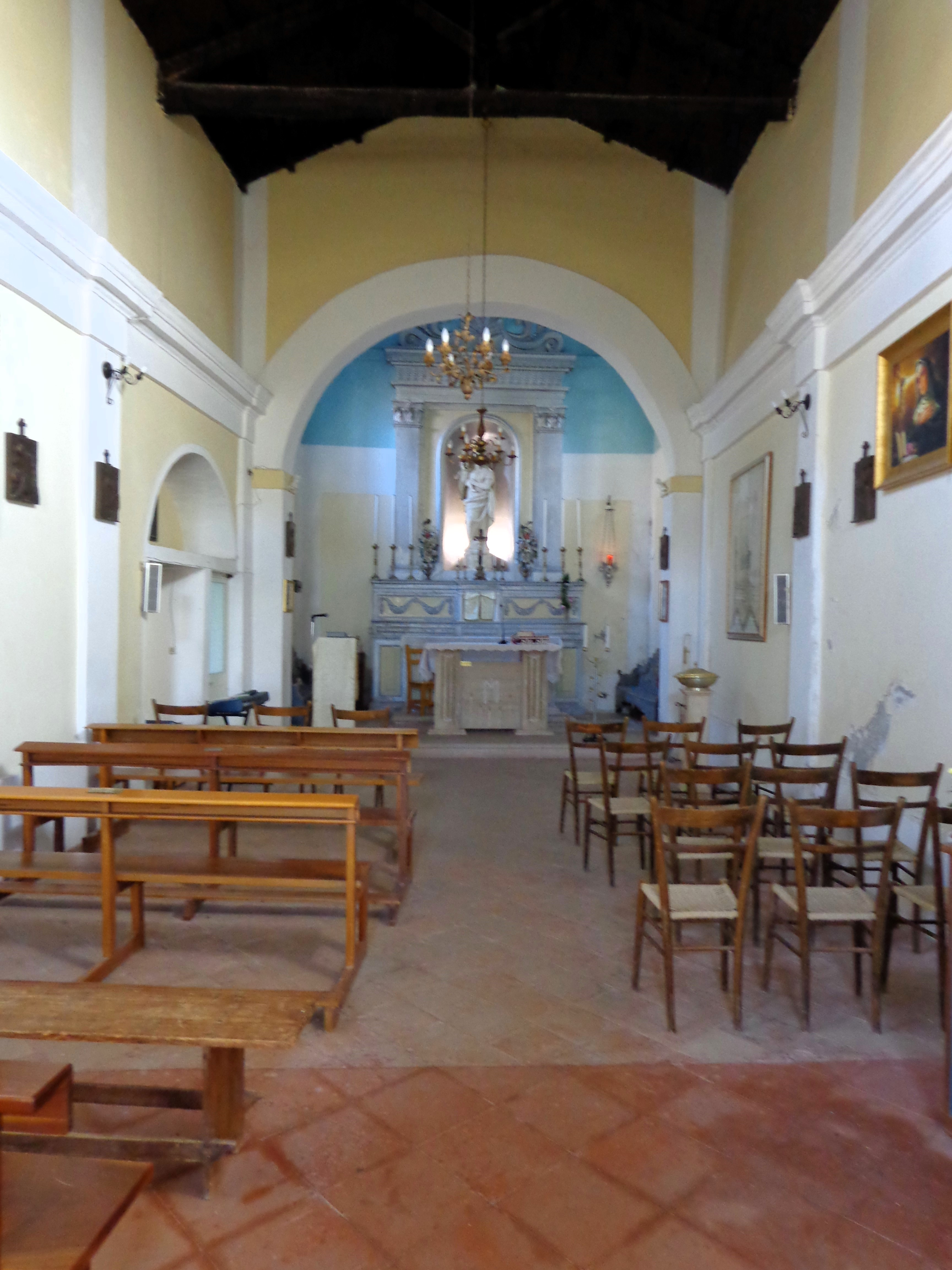
Kircheninneres von Santa Maria della Candelora

## Dokumentationen
- Arte Re: Zu zweit im Geisterdorf - Kalabriens vergessene Orte. TV-Dokumentation von Giulia Ottaviano (Drehbuch / Regie), Deutschland 2022 für SWR; mitwirkend: Rossella Aquilanti, Maka Tounkara.